# Jämsä
Jämsä is een gemeente en stad in de Finse provincie West-Finland en in de Finse regio Centraal-Finland. De gemeente heeft een landoppervlakte van 1.571,39 km² en telt 19.347 inwoners (2022).
Jämsä staat vooral bekend vanwege twee grote papierfabrieken van het multinationale bosbouwbedrijf UPM. Een van de fabrieken produceert voornamelijk krantenpapier en is gevestigd in stadsdeel Kaipola, de andere is gevestigd in gemeentedeel Jämsänkoski. Fabriek Jämsänkoski produceert hoogwaardig printpapier ten behoeve van onder andere weekendbijlagen van Belgische kwaliteitskranten. Fabriek Kaipola met haar producten van gerecycled papier is meer op de behoeften van de Finse krantenbranche afgestemd.
In 2001, is de voormalige gemeente Kuorevesi opgegaan in deze gemeente, een gedeelte van de voormalige gemeente Längelmäki en in 2009 de voormalige gemeente Jämsänkoski.

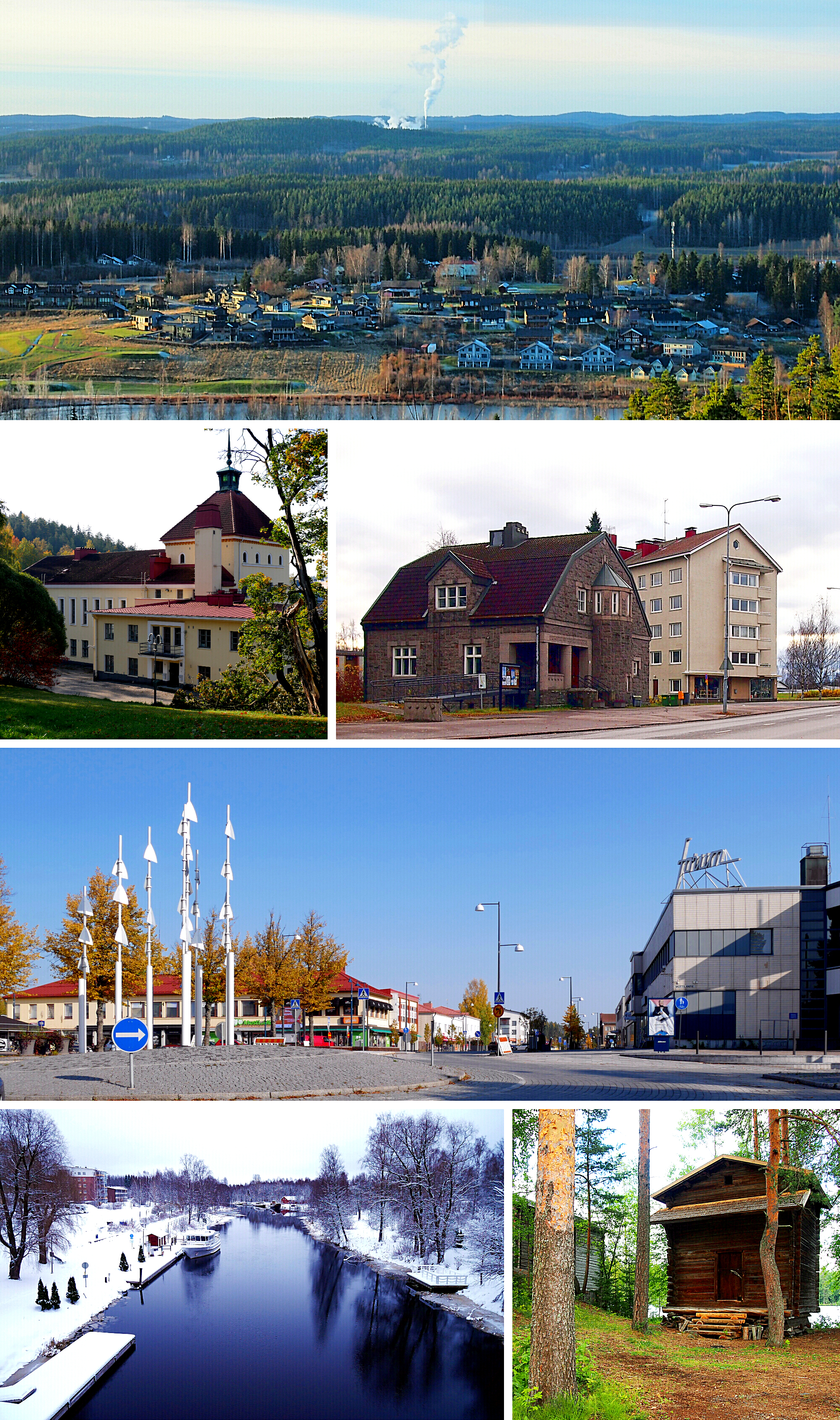
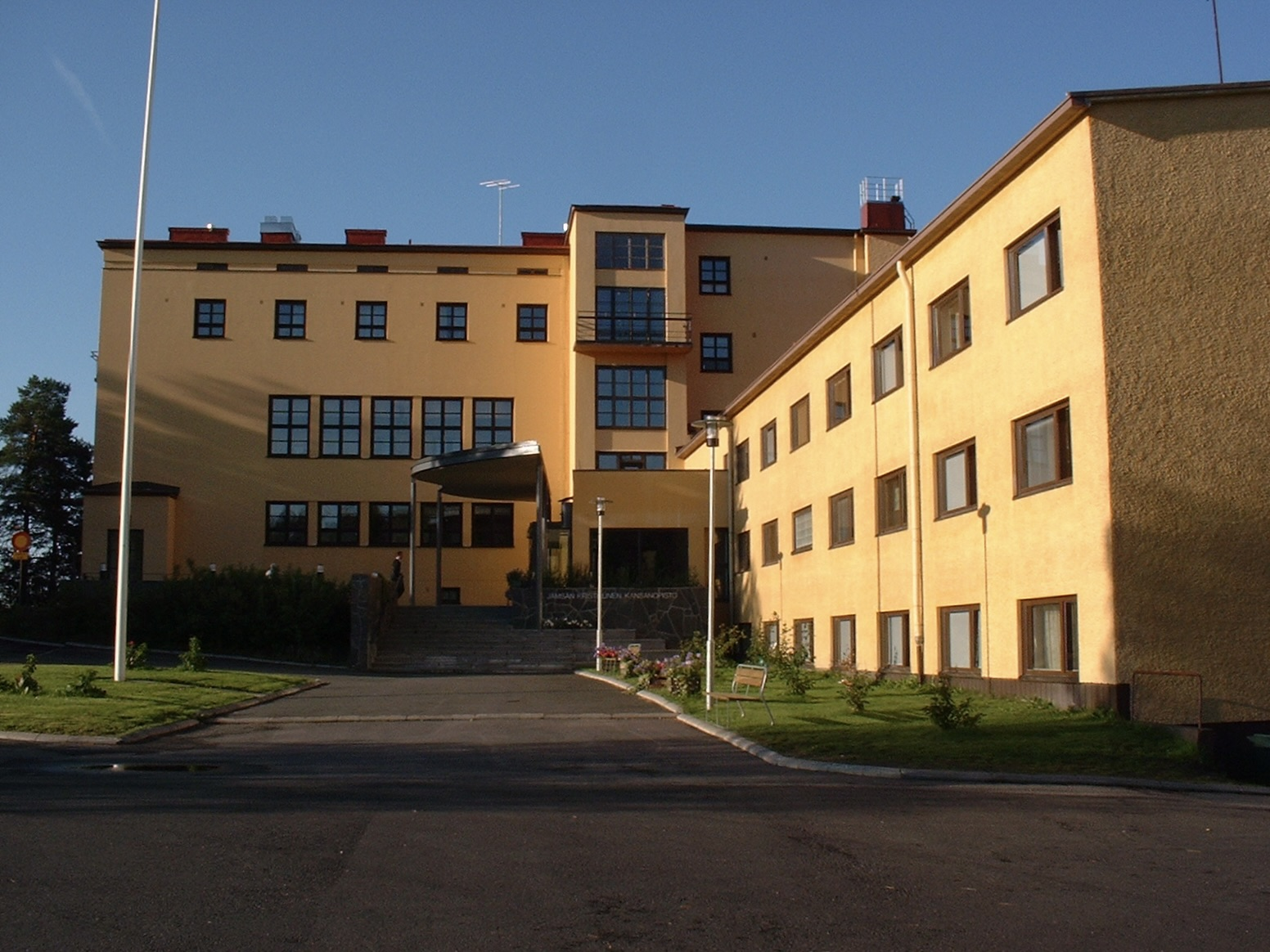
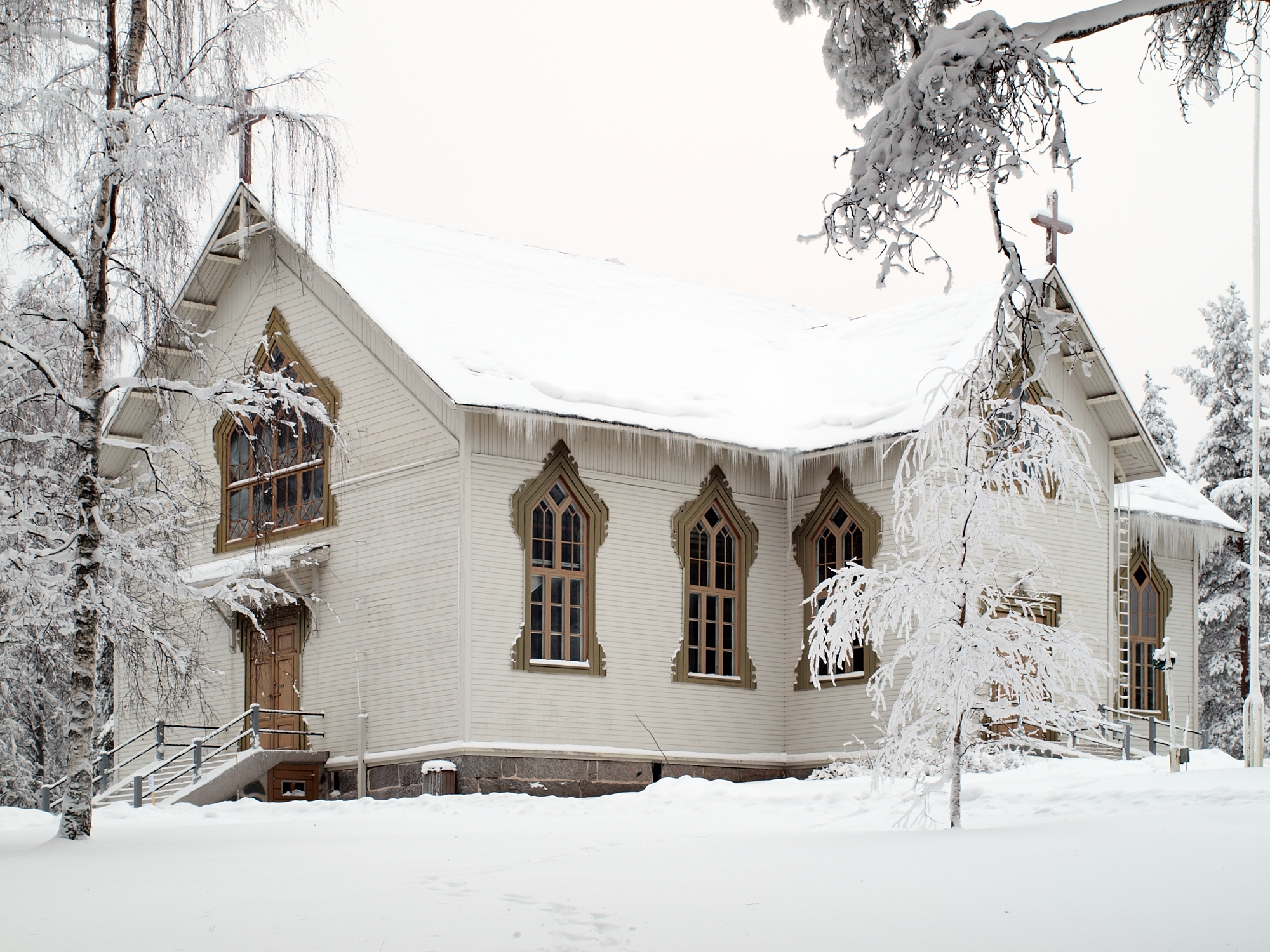